# Chiesa di San Giovanni Battista (Olmeneta)
La chiesa di San Giovanni Battista è la parrocchiale di Olmeneta, in provincia e diocesi di Cremona; fa parte della zona pastorale 2.

## Storia
La prima citazione di una chiesa a Olmeneta risale al 1404 ed è da ricercarsi nelle Rationes Censum et Decimarum. Come testimonia un documento del 1599, detta chiesa faceva parte del vicariato foraneo di Casalbuttano. Nel XVII secolo la chiesa venne riedificata dal parroco don Cristoforo Mariani. Si sa che nel 1779 i parrocchiani erano 873, saliti a 1000 nel 1786 e scesi a 918 nel 1807.
Nel 1873 fu realizzato dalla ditta bergamasca Bossi il nuovo organo in sostituzione di quello seicentesco. L'attuale parrocchiale venne costruita tra il 1885 ed il 1887 per interessamento dell'allora parroco don Giacomo Palazzani. Tra il 1923 ed il 1926 la chiesa fu abbellita. Nel 1975, in seguito alla soppressione del vicariato di Casalbuttano, la parrocchia fu aggregata inizialmente alla zona pastorale V e, successivamente, alla zona pastorale II. 
Infine, nel 2015, la chiesa fu ristrutturata.